# Hidalgo del Parral
Hidalgo del Parral – miasto i siedziba gminy w północnym Meksyku, w południowej części stanu Chihuahua, około 220 km od stolicy stanu Chihuahua, u podnóży gór Sierra Madre Zachodnia. W 2010 roku miasto liczyło 104 836 mieszkańców. Miasto po założeniu przez hiszpańskich kolonistów nazywało się San José del Parral, lecz po odzyskaniu niepodległości dla uczczenia ojca narodu Miguela Hidalgo y Costilla nazwę zmieniono.
W mieście rozwinął się przemysł spożywczy oraz hutniczy.

## Współpraca
- Santa Fe, Stany Zjednoczone
- Allahabad, Indie